# Stazione di Kyōtanabe
La stazione di Kyōtanabe (京田辺駅?, Kyōtanabe-eki) è la principale stazione ferroviaria della città di Kyōtanabe, nella prefettura di Kyoto in Giappone. Essa è gestita dalla JR West e serve la linea Katamachi (linea Gakkentoshi). A poca distanza si trova, collegata, la stazione di Shin-Tanabe della linea Kintetsu Kyōto.

## Linee
JR West
■ Linea Katamachi

## Struttura
La stazione è costituita da due marciapiedi a isola con 3 binari in superficie. Questa soluzione permetterà in un futuro, qualora fosse necessario, di ospitare quattro binari. I treni in direzione Osaka sono in genere operati al binario 1 e quelli in direzione Nara al binario 3, ma per alcuni treni è utilizzato il binario 2.
| 1-2 | ■ Linea Katamachi | per Kizu e Nara                       |
| 2-3 | ■ Linea Katamachi | per Shijōnawate, Kyōbashi e Amagasaki |

## Stazioni adiacenti
| ≪               | Servizio                       | ≫               |
| Linea Katamachi | Linea Katamachi                | Linea Katamachi |
| --------------- | ------------------------------ | --------------- |
| Dōshishamae     | Locale Rapido Regionale Rapido | Ōsumi           |